# هو نا
هو نا (بالصينية: 胡娜) مواليد 16 أبريل 1963 في تشنغدو، سيشوان، الصين، هي لاعبة كرة مضرب صينية سابقة، اعتزلت اللعب في 1991. أعلى تصنيف لها في الفردي كان المركز الـ 48 في سنة 1988. أعلى تصنيف لها في الزوجي كان المركز الـ 49 في سنة 1990.

## روابط خارجية
- هو نا على موقع رابطة محترفات التنس (الإنجليزية)
- هو نا على موقع الاتحاد الدولي لكرة المضرب (الإنجليزية)
- هو نا على موقع كأس بيلي جين كينغ (الإنجليزية)
- هو نا على موقع خلاصة التنس.كوم (الإنجليزية)